# Sedmihlásek Praha
Sedmihlásek Praha je dětský pěvecký sbor, který vedou Hana a Vít Homérovi. Sbor vedle koncertního tělesa má další dvě přípravky – Cvrčky určené dětem ve věku od pěti do osmi let a Kukačky pro děti od devíti do dvanácti let věku. Celkem ve všech svých odděleních má sbor 170 dětí.

## Činnost
Repertoár zahrnuje písně od středověku po současnost. Sbor vystupuje jednak sám – pořádá například koncertní vystoupení k uvítání každého ročního období, ale spolupracuje také s dalšími umělci – například se Zdeňkem Svěrákem a Jaroslavem Uhlířem, Markem Ebenem, Miroslavem Horníčkem, nebo též s uskupeními jako jsou Chinaski, Komorní orchestr Jana Zacha, Bach-Collegium Praha či Traxleři. Sbor zpíval i v rozhlase a televizi, kde vystupoval v pořadech České století, Hodina zpěvu, Snídaně s Novou, Ruská ruleta či rozhlasových Uhlířinách. Píseň nazpíval též k českému filmu Čarodějky z předměstí. Svými vystoupeními podporuje koncerty konané na podporu dobročinných akcí pro Centrum Paraple nebo Fond ohrožených dětí. Pro diváky Sedmihlásek koncertoval nejenom v České republice, ale také v zahraničí (Německo, Polsko, Slovensko, Itálie, Maďarsko, Španělsko, Norsko, Tchaj-wan či Kanada).

## Dílo
Sbor vydal nebo vystupoval na následujících nahrávkách (například):
- Hodina zpěvu (LP, 1990)
- Není nutno… (1993)
- BOBO – hit č. 1 (1995)
- …aby bylo přímo veselo (1994)
- Hlavně nesmí býti smutno… (1995)
- Tak zpívá sedmihlásek (1996)
- Zobáky (1996)
- Lotrando a Zubejda (1997)
- Zpěvník (1997)
- Vánoční nokturno (1997)
- …natož aby se brečelo (1997)
- Nejsou jen ztráty (1997)
- Písničky Ferdy mravence (1998)
- Koncert tříkrálový (1998)
- Nemít prachy – nevadí… (1999)
- Vánoční a noční sny (2000)
- Na na na a jiné popjevky (2000, spoluúčinkování)
- Nemít srdce – vadí (2001)
- Zpěvník – výběr 1987–2001 (2002)
- Hallelujah (2003)
- …zažít krachy – nevadí! (2003)
- Pozvání na zkoušku (2004)
- …zažít nudu – vadí! (2005)
- Havěť všelijaká (2005, spoluúčinkování)
- U nás (2006, lidové písně)
- 20 let písniček z pořadu Hodina zpěvu (2007)
- ZPÍVÁME-CANTAMUS (2008)
- Hity a Skorohity J. Uhlíře a Z. Svěráka (2008)
- Sedmihlásek po třiceti letech (2008, DVD)